# Bourletiella lurida
Bourletiella lurida är en urinsektsart som beskrevs av Jerry Allen Snider 1978. Bourletiella lurida ingår i släktet Bourletiella och familjen Bourletiellidae. Inga underarter finns listade.